# Sinfonía n.º 10 (Haydn)

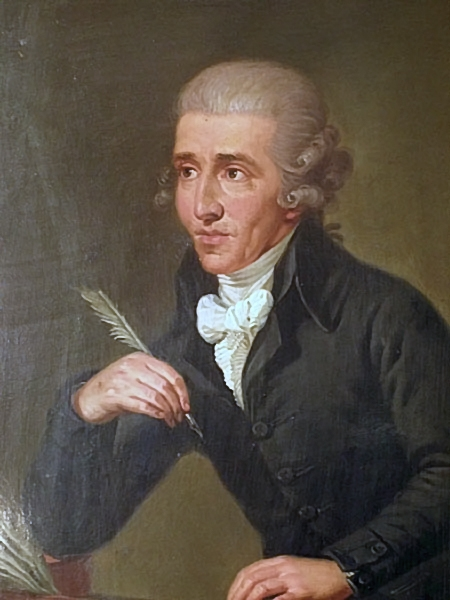
Haydn hacia 1770.

La Sinfonía n.º 10 en re mayor, Hob. I:10 fue compuesta por Joseph Haydn entre 1757 y 1761.

## Historia
La producción sinfónica del maestro austríaco puede dividirse a grandes rasgos en tres bloques temporales: el primer bloque (1757-1761) se corresponde con su periodo al servicio del conde Carl von Morzin (n.º 1 - n.º 5); el segundo bloque en la corte Esterházy (1761-1790 pero con la última sinfonía para el público de Esterházy en 1781); y el tercer bloque (1782-1795) comprende las Sinfonías de París (n.º 82 - n.º 87) y las Sinfonías de Londres (n.º 93 - n.º 104). El 1 de mayo de 1761 el compositor firmó su contrato como vice-kapellmeister (más tarde kapellmeister) de la familia Esterházy, que nominalmente duró 48 años, hasta su muerte.
La composición de esta pieza se cree que pudo desarrollarse entre 1757 y 1761, cuando el compositor tenía 29 años. Aunque la fecha no se sabe con certeza, todo parece indicar que se trata de un ensayo temprano. Las Sinfonías n.º 10 y n.º 11, a pesar de su numeración, pertenecen a su etapa al servicio del conde Carl von Morzin en la corte de Lukavec. Sin embargo, las Sinfonías n.º 6, n.º 7, n.º 8 y n.º 9, pertenecen a su recién iniciado periodo al servicio de la casa de Esterházy.

## Instrumentación
La partitura está escrita para una orquesta formada por:
- Viento madera: 2 oboes, 1 fagot.
- Viento metal: 2 trompas.
- Cuerda: una sección de cuerdas con 2 violines, viola, violonchelo y contrabajo.
- Teclado: clavecín como bajo continuo.

En aquella época se solía emplear un fagot para amplificar la voz del bajo, incluso sin una notación separada. En cuanto a la participación del clavecín como bajo continuo en las sinfonías de Haydn existen diversas opiniones entre los estudiosos: James Webster se sitúa en contra; Hartmut Haenchen a favor; Jamie James en su artículo para The New York Times presenta diferentes posiciones por parte de Roy Goodman, Christopher Hogwood, H. C. Robbins Landon y James Webster. A partir de 2019 la mayor parte de las orquestas con instrumentos modernos no utiliza el clavecín como continuo. No obstante, existen grabaciones con clavecín en el bajo continuo realizadas por: Trevor Pinnock (Sturm und Drang Symphonies, Archiv, 1989-1990); Nikolaus Harnoncourt (n.º 6–8, Das Alte Werk, 1990); Sigiswald Kuijken (incluidas las Sinfonías de París y Londres; Virgin, 1988-1995); Roy Goodman (Ej. n.º 1-25, 70-78, 82-87; Hyperion, 2002).

## Estructura y análisis
La sinfonía consta de tres movimientos:
- I. Allegro, en re mayor 4
4
- II. Andante, en sol mayor 2
4
- III. Presto, en re mayor 3
8

La interpretación de esta obra dura aproximadamente 15 minutos. Se estructura en tres movimientos al igual que algunas de sus primeras sinfonías y las de sus contemporáneos. Es una de las sinfonías menos conocidas de Haydn, pero presenta varios rasgos distintivos. En gran medida, habla un lenguaje a la vez alegre y atractivo. Cabe destacar los contrastantes y repentinos cambios dinámicos entre forte y piano existentes en los movimientos exteriores.

### I.Allegro
El primer movimiento, Allegro, está escrito en la tonalidad de re mayor, en compás de 4/4 y sigue la forma sonata. Se asemeja un poco a los movimientos iniciales de las Sinfonías n.º 1 y n.º 4. Pero también hay diferencias: el tempo aquí es Allegro en lugar de Presto; el ritmo armónico es más lento; la textura cambia con menos frecuencia y el breve episodio en piano solo para violines evita el modo menor. Se abre con un llamativo tema que no es más que una vigorosa progresión de acordes I-IV-I-V que resuenan. Este tipo de progresión suele escucharse en la música rockabilly americana temprana. El primer tema se prolonga con el tipo de pasajes bulliciosos que dan la impresión de "alzar el vuelo", tan asociados con Mozart. El segundo tema es también dual, ya que se inicia con un estilo antiguo y primitivo; y concluye con una síncopa.

### II.Andante
El segundo movimiento, Andante, está en sol mayor, en compás de 2/4 y también está en forma sonata. Está escrito exclusivamente para los instrumentos de cuerda. Resulta más pausado que muchos otros movimientos lentos, con una textura menos continua y más variada. Se trata de un pequeño movimiento inquietante, prácticamente una fantasía en su desarrollo progresivo y nebuloso. Sobre un prolongado pedal introductorio, el tema se construye con fragmentos que varían sin cesar, todos contrastantes pero compatibles y atractivos. Es un movimiento de flujo, más un arroyo que un río.

### III.Presto
El tercer y último movimiento, Presto, retoma la tonalidad inicial, el compás es 3/8 y adopta la forma sonata simplificada. En el Finale a diferencia de muchos otros, la sección central es tan larga, proporcionalmente, como una sección de desarrollo promedio de Haydn. Su carácter es alegre y saltarín. Contrasta un tema cargado de trinos con otro marcado por portamenti. Contiene tanto un pedal de dominante como un interludio en menor.